# Acklinga socken
Acklinga socken i Västergötland ingick i Vartofta härad, ingår sedan 1974 i Tidaholms kommun och motsvarar från 2016 Acklinga distrikt.
Socknens areal är 26,30 kvadratkilometer varav 26,21 land. År 2000 fanns här 330 invånare.  En del av tätorten Ekedalen samt kyrkbyn Acklinga med sockenkyrkan Acklinga kyrka ligger i socknen.

## Administrativ historik
Socknen har medeltida ursprung. 
Vid kommunreformen 1862 övergick socknens ansvar för de kyrkliga frågorna till Acklinga församling och för de borgerliga frågorna bildades Acklinga landskommun. Landskommunen uppgick 1952 i Dimbo landskommun som 1974 uppgick i Tidaholms kommun. Församlingen uppgick 2010 i Varvs församling.
Den 1 januari 2016 inrättades distriktet Acklinga, med samma omfattning som församlingen hade 1999/2000.  
Socknen har tillhört län, fögderier, tingslag och domsagor enligt vad som beskrivs i artikeln Vartofta härad. De indelta soldaterna tillhörde Skaraborgs regemente Kåkinds kompani.

## Geografi
Acklinga socken ligger nordväst om Tidaholm kring Ösan. Socknen är en skogrik slättbygd.

## Fornlämningar
Från järnåldern finns två gravfält och en domarring. En del spridda rösen och stensättningar återfinns runtom i socknen, vanligen ganska övertorvade (dvs. bevuxna med mossor och svåra att se). En del förekomster med slagg som tyder på en primitiv järnframställning vid platsen har påträffats på åkrar, däribland en vid Tjärhemmet. En skafthålsyxa har harvats fram ur en åker nära Södra Köven, förvarad i privat ägo, och vid Stora Strängshemmet finns en hällristning med fem älvkvarnar.

## Namnet
Namnet skrevs 1311 Aklungj och kommer från kyrkbyn. Efterleden kan innehålla lung, 'sand- eller grusås; sandås, grusås', kyrkbyn ligger vid ett område med sand och grus. Förleden innehåller möjligen aker, 'åker'.